# Schienenfehler
Als Schienenfehler bezeichnet man Schäden in Eisenbahnschienen. Die UIC kategorisiert diese in einem Schienenfehlerkatalog, um für internationale Vergleichbarkeit zu sorgen.
Zu den Schienenfehlern gehören sowohl Herstellungs- und Schweißfehler als auch Fehler durch Rollkontaktermüdung. Riffel dagegen entstehen durch Werkstoffumwandlung zu Martensit in den sogenannten White Etching Layers.

## Kategorisierung
Jeder Art von Schienenfehler wird eine drei- oder vierstellige Zahl als Bezeichnung zugeordnet. Die erste Ziffer beschreibt dabei, ob es sich um einen Fehler am Schienenende (1), im durchgehenden Bereich der Schiene (2), um eine Beschädigung der Schiene (3), oder um einen Fehler im Zusammenhang mit einer Schweißung handelt (4). Die weiteren Ziffern schlüsseln die Art des Fehlers noch detaillierter auf. So trägt beispielsweise ein Head Check in der Mitte einer Langschiene die Bezeichnung 2223 (2: Fehler in der durchgehenden Schiene – 2: Oberfläche des Schienenkopfes – 2: Abblätterung – 3: Head Check), ein Squat auf einer aluminothermischen Schweißung wird als 427 bezeichnet (4: Schweissfehler – 2: aluminothermische Schweißung – 3: dauerhafte Verformung).

## Head Checks

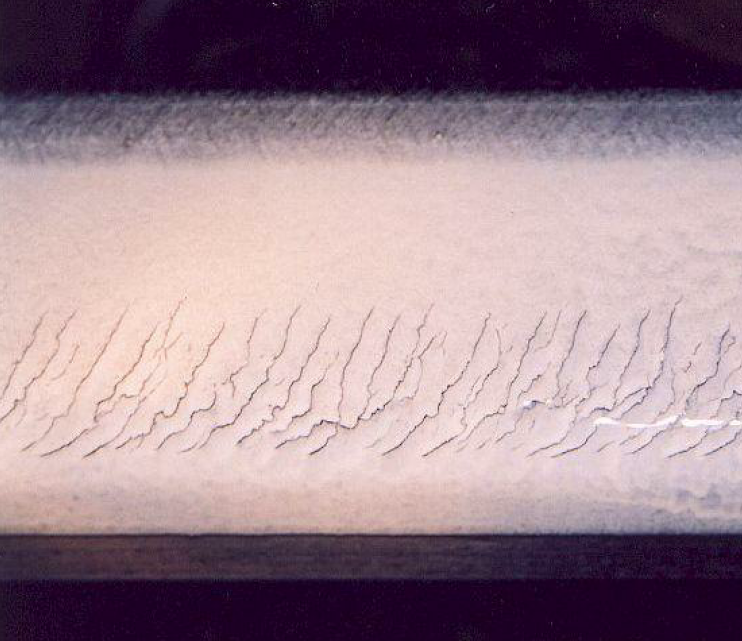
Fahrkantenrisse an der Schiene einer Schnellfahrstrecke

Head Checks sind feine Oberflächenrisse, die im Abstand von 2–7 mm auftreten, die in einem 45°-Winkel zur Fahrrichtung auftreten. Sie entstehen meist an der Fahrkante der Außenschiene in Kurven mit Radien von 400–1500 m, was auch als Fahrkantenrisse (englisch Gauge corner cracking, abgekürzt GCC) bezeichnet wird. Allerdings sind Head Checks auch im geraden Gleis zu finden, insbesondere an Stellen, an denen häufig eine Beschleunigung oder Abbremsung von Schienenfahrzeugen stattfindet. Head Checks werden durch Rollkontaktermüdung verursacht. Die Risse werden mit dem Schleifwagen behandelt. Nicht behandelte Head Checks wachsen in das Innere der Schiene, wo sich die Risse vereinigen können, so dass es zu größeren Materialausbrüchen kommen kann. Bei Schädigungstiefen von mehreren Millimetern ist Schienenschleifen nicht mehr wirtschaftlich, stattdessen erfolgt ein Austausch des von Head Checks betroffenen Schienenabschnitts. Die Prognose von Head-Check-Bildung kann heutzutage über Computersimulation erfolgen. Hierfür existieren verschiedene Modelle: Das Shakedown-Diagramm, das Dang-Van-Kriterium sowie eine nach dem Eisenbahnunfall von Hatfield am 17. Oktober 2000 von Wissenschaftlern aus dem Vereinigten Königreich entwickelte Schädigungsfunktion.

## Squats

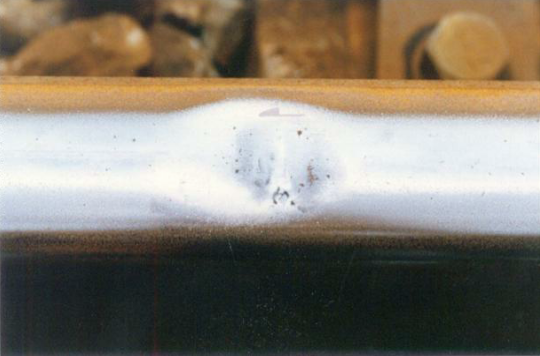
Squat (Einsenkung) auf dem Schienenkopf

Squats sind Einsenkungen auf dem Schienenkopf, die zunächst als kleine, schwarze Punkte sichtbar sind, sich dann aber vergrößern und zu einem halbkreis- oder v-förmigen Riss ausbilden, wobei die Öffnung der Form zur Fahrkante zeigt. Sie treten durch Rollkontaktermüdung in geradem Gleis von Hochgeschwindigkeitsstrecken oder an Stellen auf, wo große Zugkräfte übertragen werden.
Nach einem vermehrten Auftreten von Squats initiierte der dänische Infrastrukturbetreiber Banedanmark 2010 ein Forschungsprojekt, um die vielfältige Kombination von Ursachen, die zur Bildung von Squats führen, zu ergründen.

## Eindrückungen
Eindrückungen entstehen durch das Überrollen von Fremdkörpern. Unregelmäßige Eindrückungen werden braune Flecken genannt. Bei Erzbahnen treten Eindrückungen vor allem im Bereich der Verladeanlagen auf, wo auf die Schienen gefallene Pellets überrollt werden. Die IORE-Lokomotiven der schwedischen Erzbahn sind deshalb zur Entfernung der Pellets mit Schienenbürsten versehen.

## Schlupfwellen

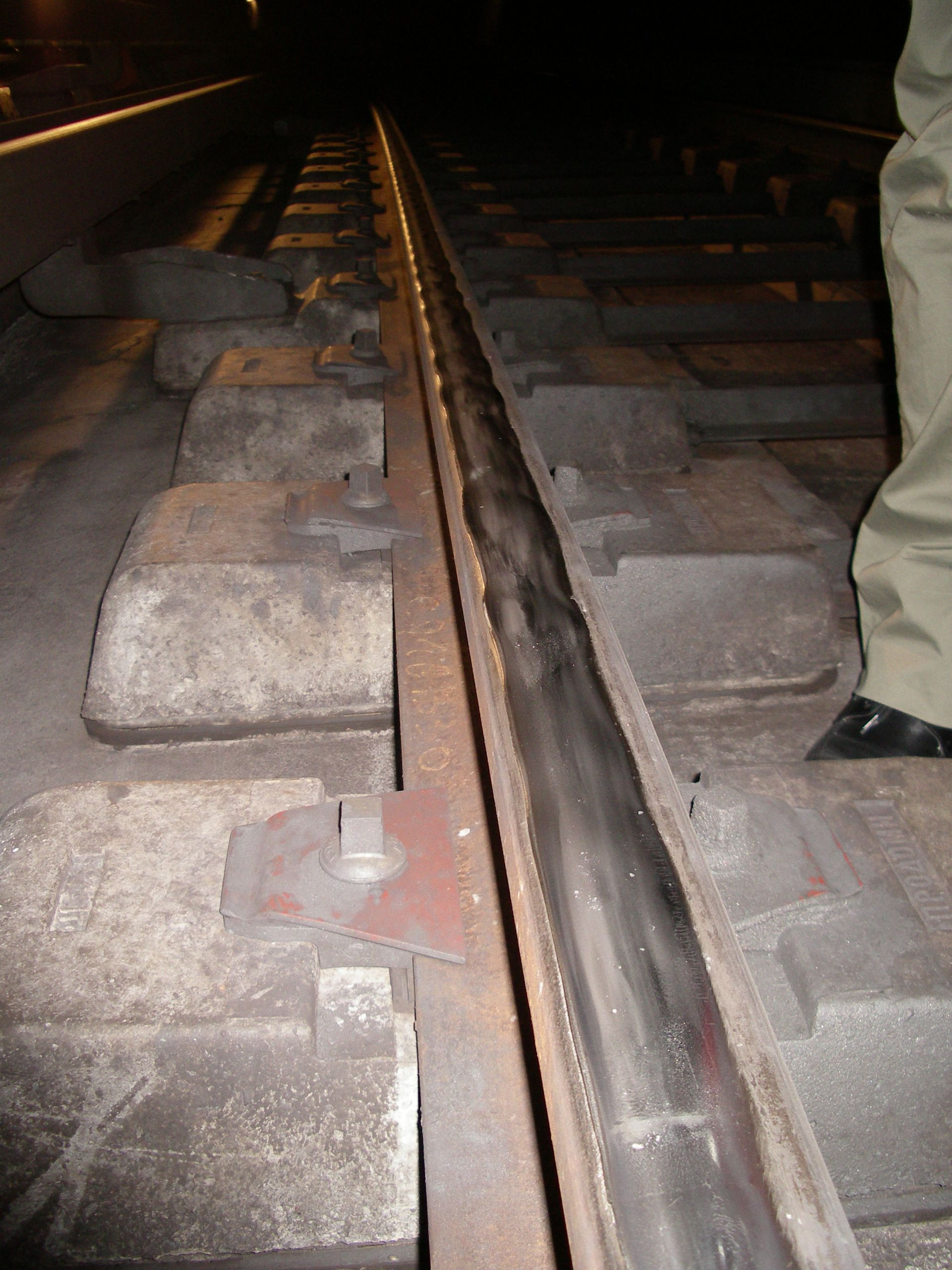
Schlupfwelle

Schlupfwellen oder kurze Wellen sind periodische Oberflächenunebenheiten mit Längen von 5 bis 30 cm und einer Tiefe von 0,1–1 mm. Sie werden durch den Bohrschlupf der Räder auf der Bogeninnenseite in engen Gleisbögen mit einem Radius kleiner 800 m erzeugt.

## Riffel

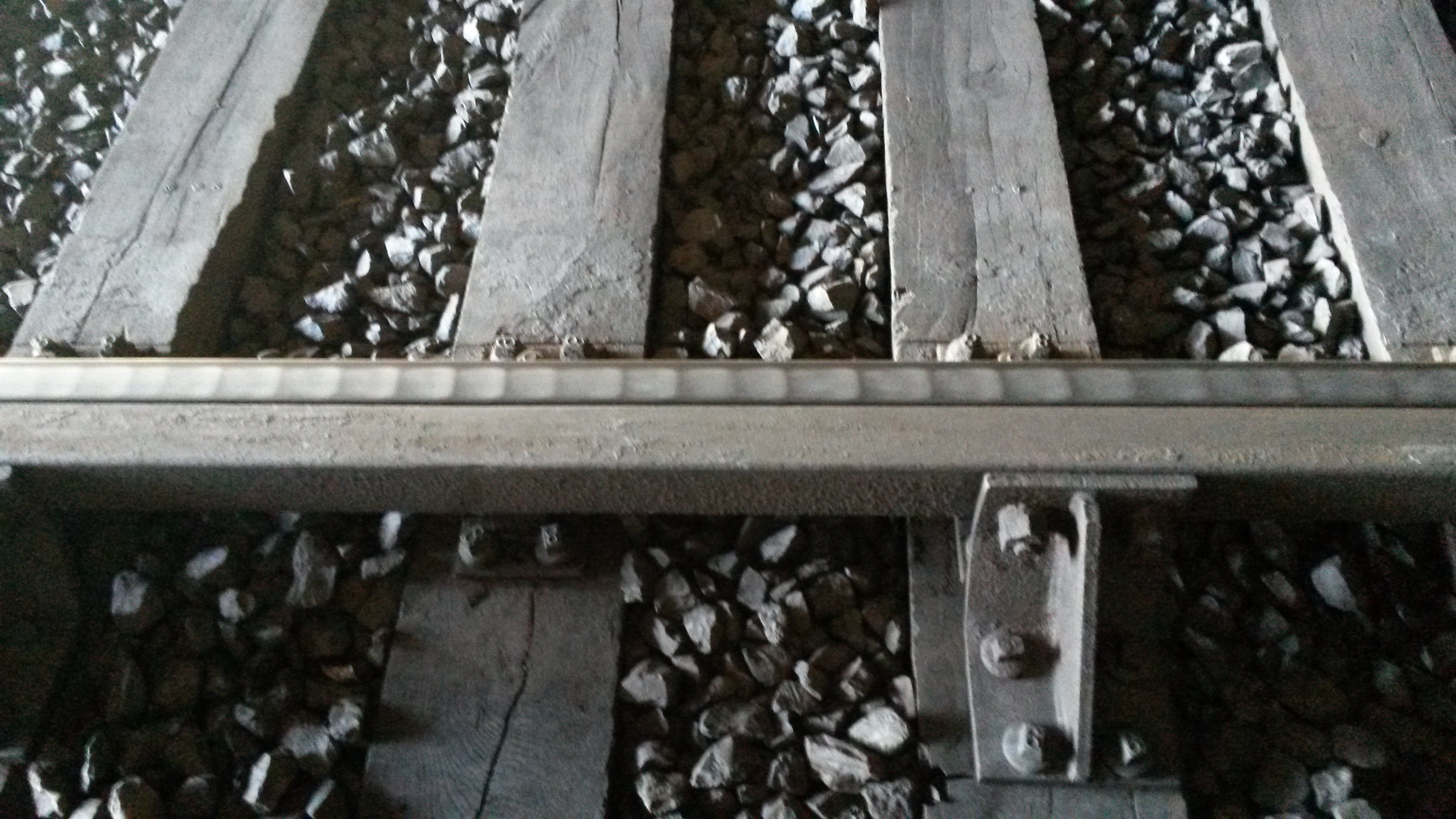
Riffelbildung aufgrund des Schlupfes auf der Innenschiene im Bogen eines Normalspurgleises

Riffel sind quasi-periodische Fahrflächenunebenheiten in geraden Gleisen und Gleisbögen größerer Radien mit Wellenlängen von etwa 2 bis 10 cm und Tiefen von 0,01 bis 0,4 mm. Sie wurden bisher in der Literatur hauptsächlich als hellglänzende Berge mit verfestigten Oberflächenschichten und dunkle Täler mit Korrosionsnarben und verformter Oberflächenschicht dargestellt.

## Belgrospis
Belgrospis sind periodische Rissnester an der Fahrkante, die im Zusammenhang mit Riffel an Schnellfahrstrecken beobachtet wurden. Diese Art Schienenfehler tritt an der Außenschiene in Bögen sowie in geraden Strecke abwechselnd an der linken und rechten Fahrkante auf. Sie werden durch Rollkontaktermüdung verursacht.

## Schleuderstellen
Schleuderstellen entstehen, wenn Treibradsätze beim Anfahren ins Schleudern geraten. Durch die entstehende Hitze wandelt sich das Perlit im Stahl in Martensit um.

## Querfehler
Querfehler sind Risse, die senkrecht zur Fahrrichtung verlaufen. Sie können bei genügend großer Ausdehnung zu einem Schienenbruch führen und sind deshalb sehr gefährlich, wenn sie nicht entdeckt werden.

## Schienenbruch

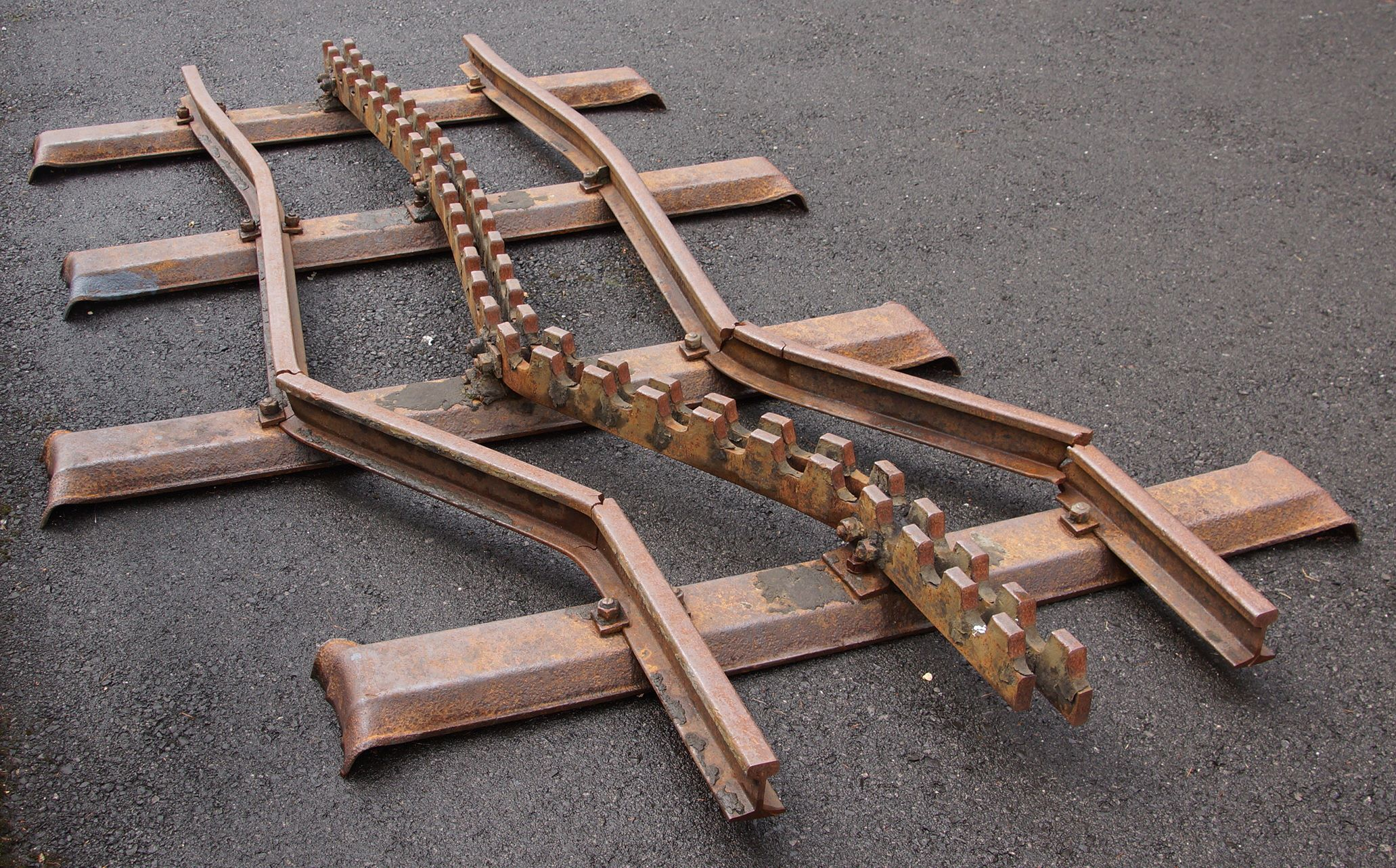
Schienenbruch wegen einer durch seitlichen Schneedruck ausgelösten Verwerfung

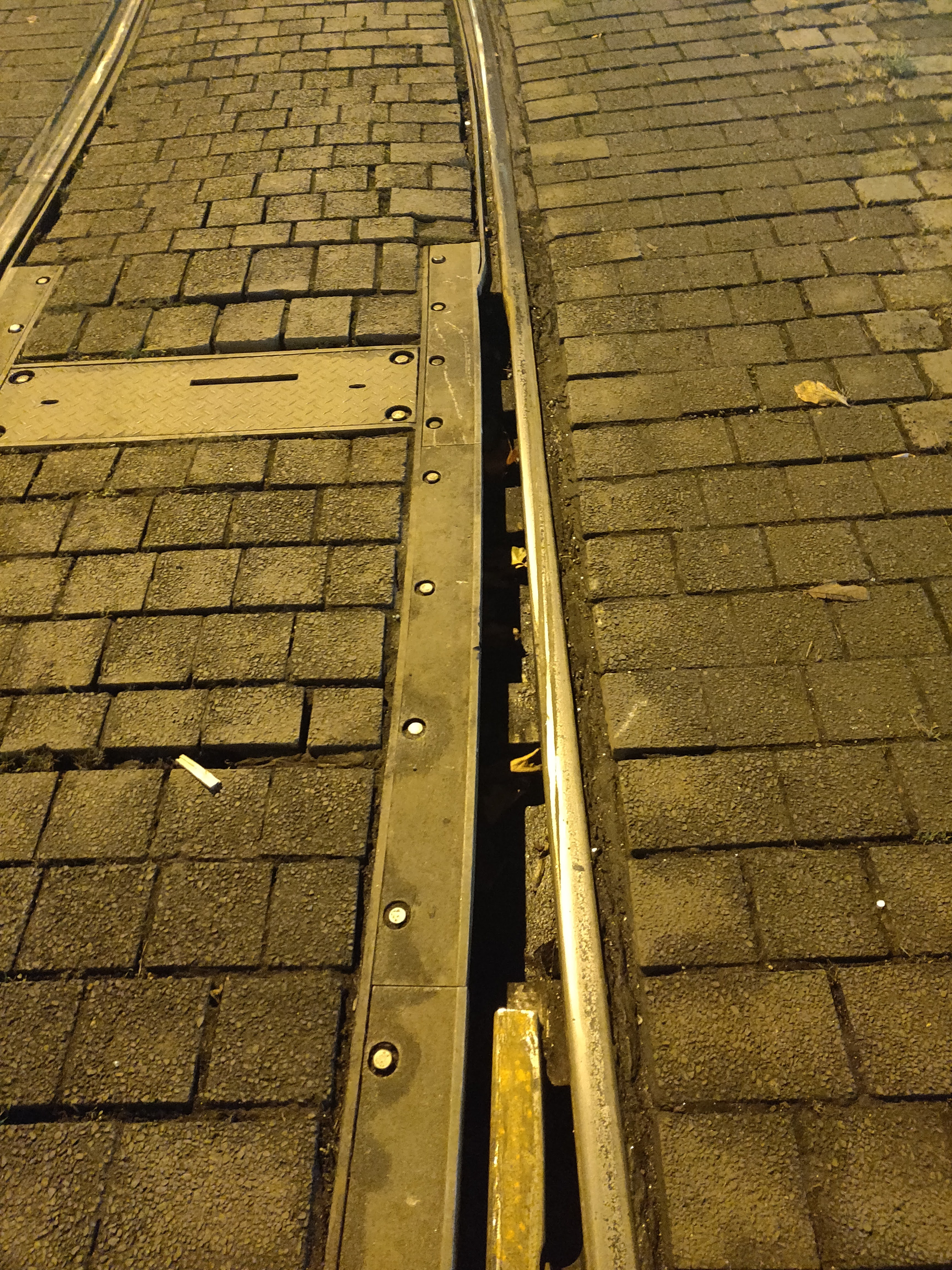
Abgebrochene Weichenzunge bei der Stadtbahn Hannover

Mit Schienenbruch wird das vollständige Versagen der Schiene bezeichnet, so dass der Fahrweg nicht mehr benutzt werden kann. Es werden verschiedene Arten von Schienenbrüchen unterschieden:
- Waagerechte Schienenbrüche verlaufen parallel zur Fahrrichtung im Steg und trennen den Schienenkopf vom Schienenfuß.
- Senkrechte Schienenbrüche verlaufen quer zur Fahrrichtung durch das ganze Schienenprofil. Sie sind bei der Entstehung als Linie auf dem Schienenkopf sichtbar.
- Nierenbrüche verlaufen über einige Zentimeter in Längsrichtung im Steg und ändern dann ihre Richtung zum Schienenfuß hin. Der Name stammt von der Form des ausgebrochenen Stückes.[6]

Schienen können aus unterschiedlichen Gründen brechen, zum Beispiel durch die Belastungen bei ungewöhnlichen Temperaturschwankungen, durch Schweißfehler oder durch Fabrikationsfehler wie Lunkerstellen oder Gasblasen im Stahl. Wenn die Schienen in einer Festen Fahrbahn eingebettet sind, werden sie besonders großen Belastungen ausgesetzt.
2019 wurden im Überwachungsbereich des deutschen Eisenbahn-Bundesamtes 167 Schienenbrüche gezählt, der niedrigste Wert seit Beginn der Erhebungen.

## Entdeckung von Schienenfehlern
Bei gewissen Infrastrukturbetreibern sind noch Streckenwärter im Einsatz, die visuell feststellbare Schienenfehler dokumentieren. Bei Vollbahnen ist es üblich, Risse im Inneren der Schiene mit Ultraschallprüfung auf Schienenprüfzügen zu finden. Zur Detektion von Head Checks an der Schienenoberfläche wird Wirbelstromprüfung eingesetzt. Die Überwachung soll sicherstellen, dass Schienenfehler frühzeitig entdeckt und behoben werden können, bevor es zu einem Schienenbruch kommt.